# Monde (univers)
Pour les articles homonymes, voir Monde.
Le Monde est l'espace habité et connu par les différentes sociétés. Le mot renvoie à l’appropriation collective d'un espace dédié par une société, sa représentation renvoie à l'évolution des techniques de mesure.

## Un terme polysémique

### Concept scientifique

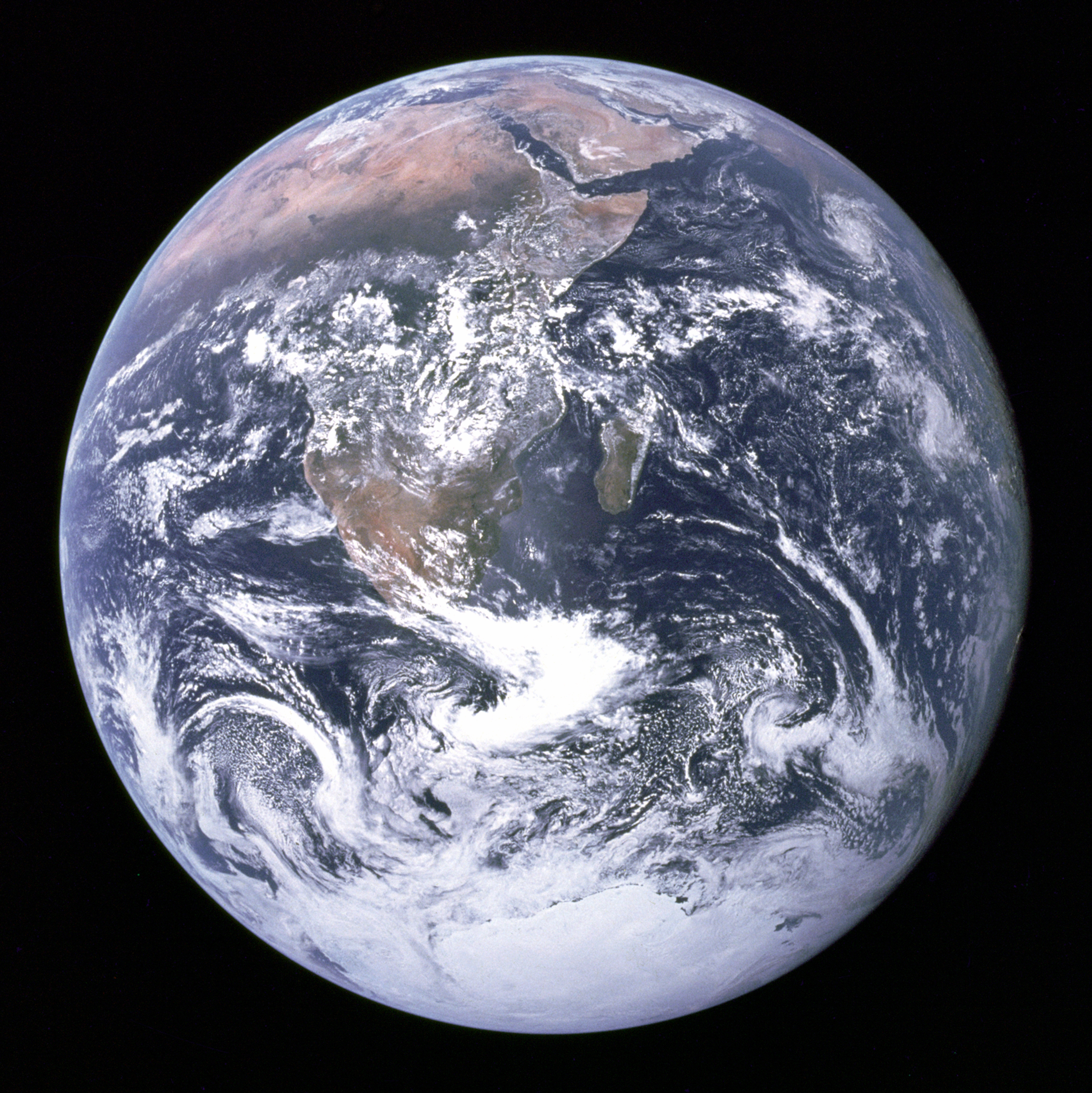
La Terre vue depuis l'espace.

Le monde est la matière, l'espace et les phénomènes qui nous sont accessibles par les sens, l'expérience ou la raison. Le sens le plus courant désigne notre planète, la Terre, avec ses habitants, et son environnement plus ou moins naturel. Le sens étendu désigne l'Univers dans son ensemble.

### Concept social
Le monde peut aussi être synonyme de contexte social, d'environnement. C'est l'espace dans lequel se trouve une personne à un moment donné. C'est le cas, par exemple lorsque l'on parle de l'habitat ou du monde de son esprit, du monde du travail, etc. Dans ce sens-là, on ne vit pas tous dans le même monde.
Un Monde est la représentation de l'espace dans lequel évolue un groupe. Cette représentation est historique, géographique, culturelle. Elle dépend à la fois de l'observateur et de l'observé.

### Concept théologique
Le monde est aussi un concept inscrit dans les différentes religions. Dans le christianisme, le terme peut désigner ce qui est créé par Dieu, l'ici-bas, ce qui n'est pas Dieu lui même. On parle alors de l'habitacle, la terre habitable, productive, irriguée, contrairement aux cieux. Ainsi, le monde c'est alors ce qui permet l'humanité, et le cosmos, ce qui donne accès aux ressources pour vivre.

Allégories du monde
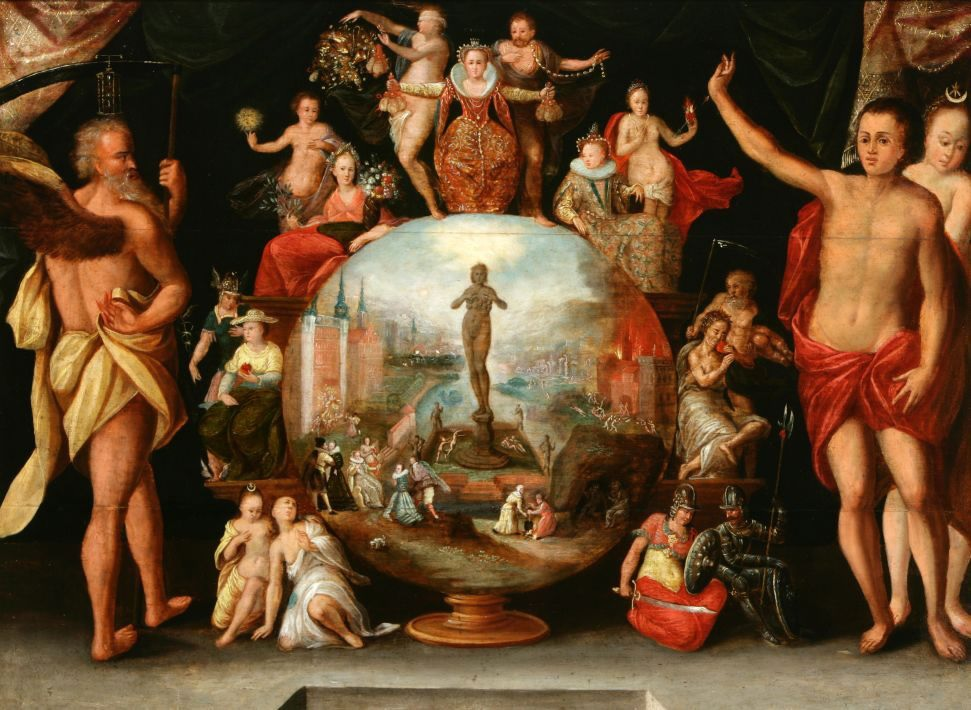
Allégorie du monde par Anton Möller (XVIIe siècle).
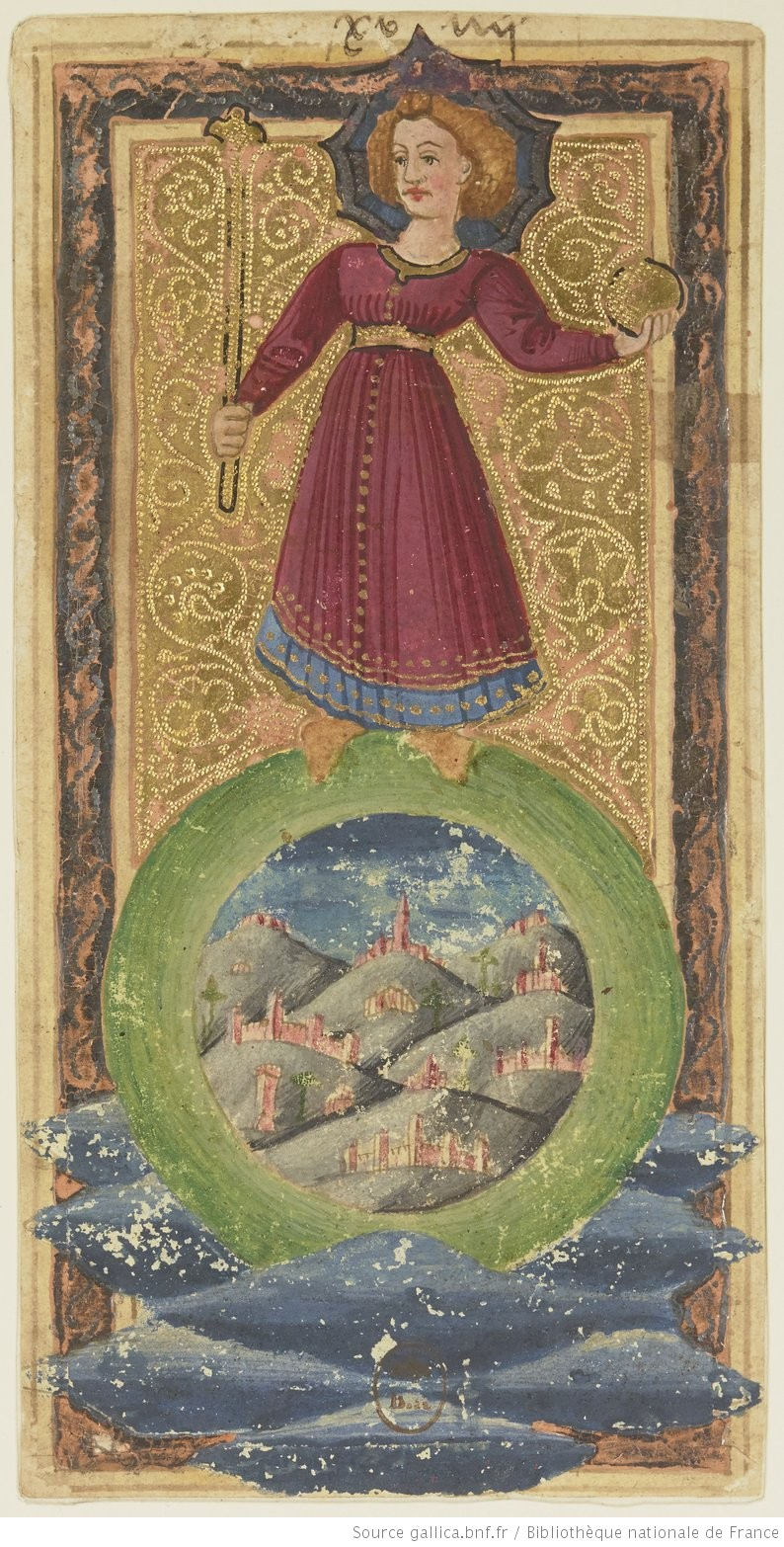
Représentation sur une carte du XVe siècle (Italie).

## Évolution de la cartographie du monde en Occident
La représentation du monde d'un point de vue cartographique, s'appuie sur les sciences, et notamment l'ensemble des données géodésiques et astronomiques qui permettent de calculer des mesures de distances.
Cependant, la représentation inclut aussi des paramètres géographiques, naturels, historiques, anthropologiques, et bien sûr aussi linguistiques, qui participent à la vie d'un groupe humain et sont nécessaires à toute représentation : choix des couleurs sur la carte, formulation de la légende, intitulé des pays et des régions physiques, etc.
La représentation du monde physique a évolué dans l'histoire, par suite d'échanges entre les civilisations.

### Évolution des représentations dans l'Antiquité

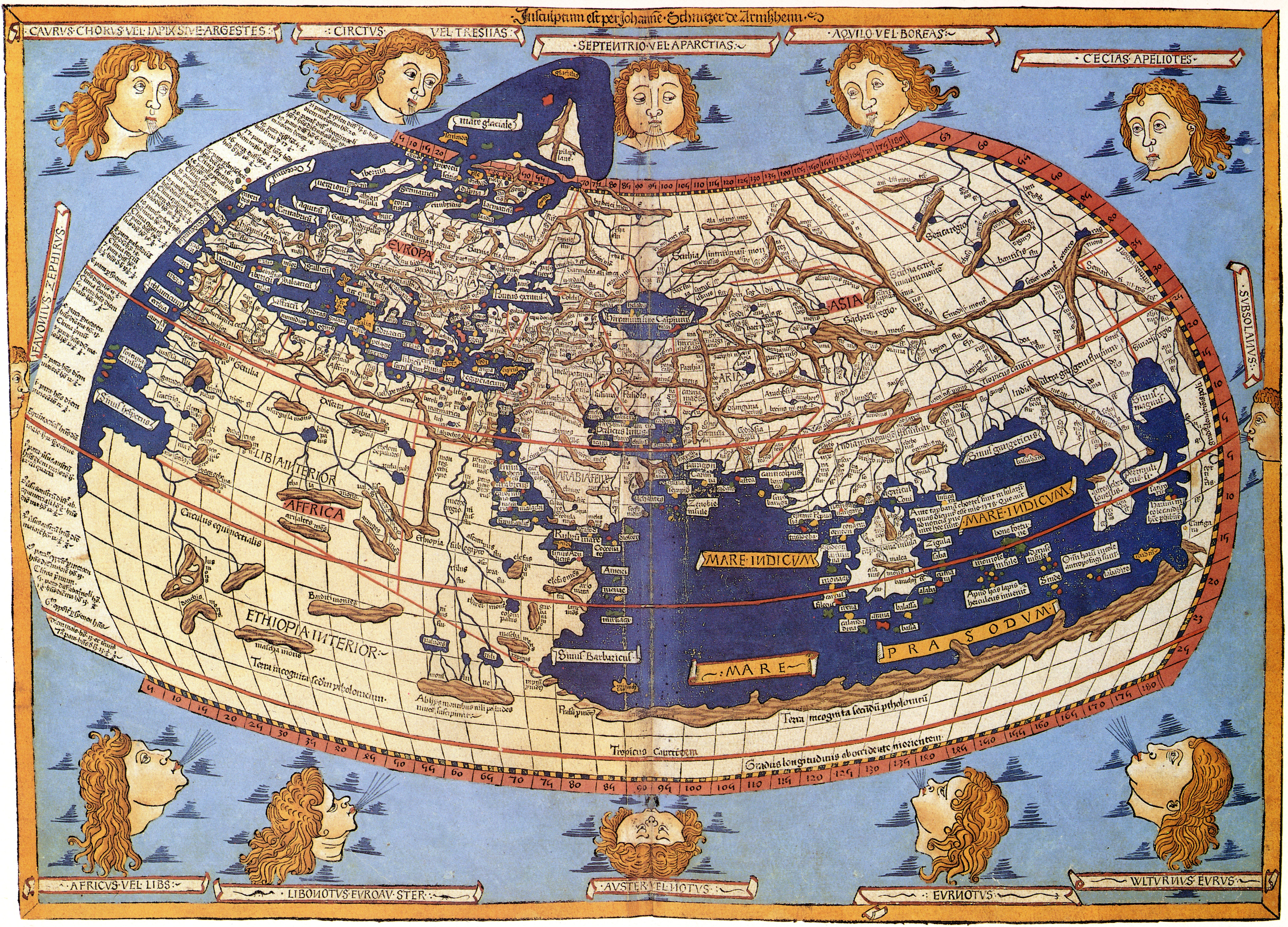
Reproduction d’une carte de Ptolémée imprimée au XVe siècle.

Durant l'Antiquité, le monde était compris comme l'ensemble des terres et des zones navigables connues, cet ensemble était nommé l'œkoumène. Dans les débuts des sciences grecques, les représentations étaient diverses. À l'école ionienne de Milet, on pensait que la Terre était plate. Le géographe Anaximandre l'imaginait comme un tambour, et donna même une estimation de son épaisseur.
Vers la même époque, en revanche, Pythagore, et ensuite Parménide (philosophe grec présocratique de l'école éléatique), pensaient que la Terre était sphérique. Platon et Aristote, et la plupart des grands philosophes grecs de la période classique et des périodes ultérieures, se rangèrent à cette représentation sphérique de la Terre, de même, bien sûr, que les astronomes (Eudoxe, Ératosthène, Hipparque, Ptolémée...), qui la fondèrent sur des bases plus scientifiques que philosophiques.
Le monde connu occupe une surface restreinte de la sphère terrestre aussi le géographe Strabon considère qu'il est légitime et plus pratique, compte tenu de la dimension que devrait avoir la sphère pour que soient figurés les détails de la géographie, de le représenter sur une surface plane, sur une carte géographique.

Marinos de Tyr et Ptolémée développent l’usage des coordonnées géographiques pour obtenir des cartes plus précises.

### Début du Moyen Âge: oubli des avancées de la science grecque

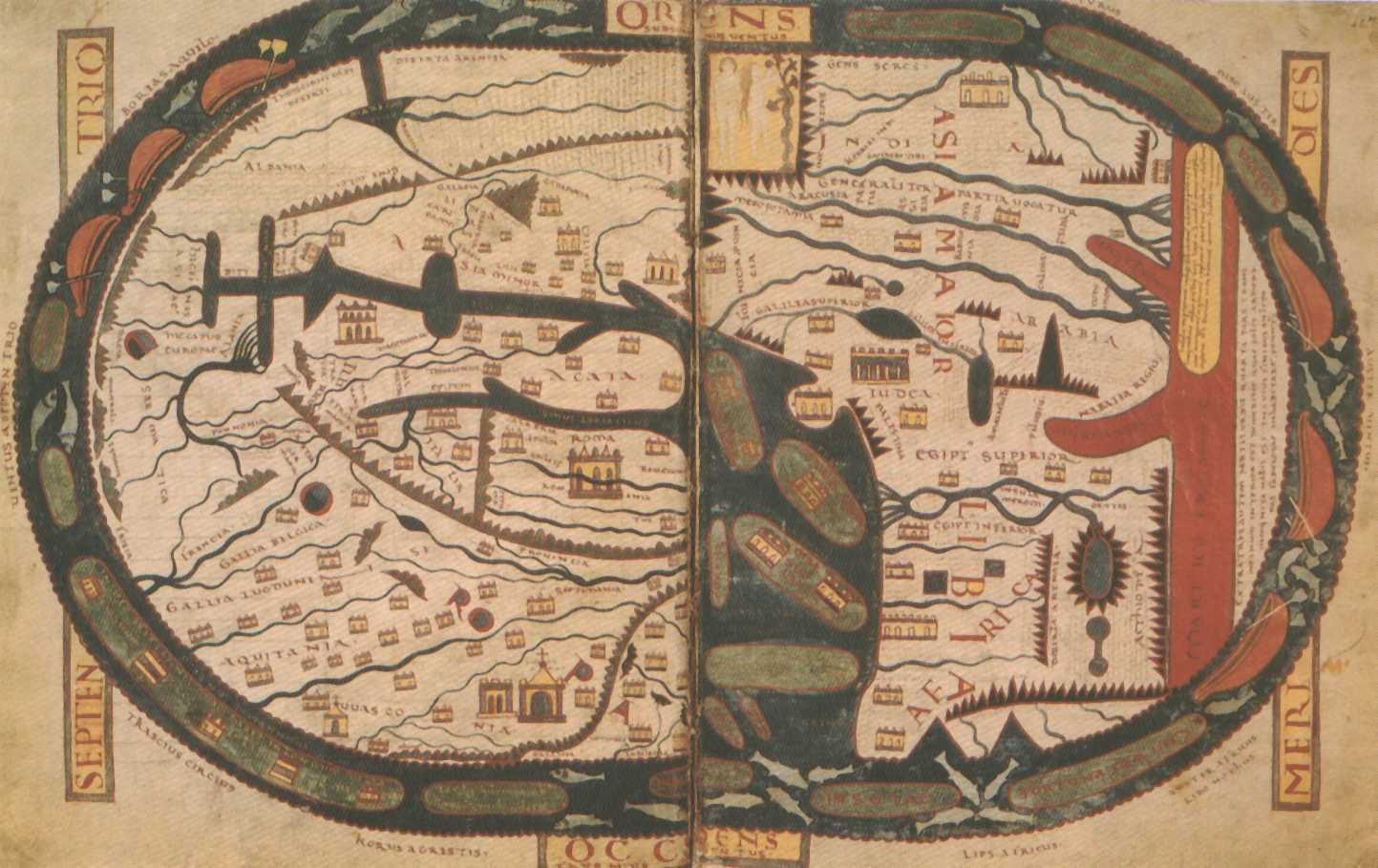
Mapa Mundi de Beatus de Liébana (v. 780).

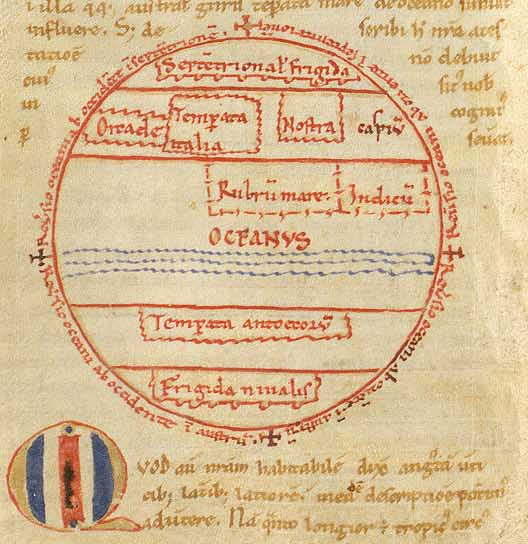
Vignette montrant le monde connu séparé des antipodes par l'océan à l'équateur (manuscrit du XIIe siècle).

Durant le Moyen Âge en Occident, la perte de la pratique du grec et la disparition de certains textes classiques entraînent un oubli des avancées scientifique de l'Antiquité.
Néanmoins, en Occident latin, grâce à la traduction du Timée, la rotondité de la Terre reste communément admise par les lettrés.
Les progrès dans la représentation cartographique réalisés par Marinos de Tyr et Ptolémée restent méconnus et la carte en T, utilisée pour représenter le monde connu, reprend le modèle circulaire de la carte d’Hécatée de Milet du VIe siècle av. J.-C., Jérusalem remplaçant Delphes comme omphalos du Monde.
En Orient, Byzance, et peut-être aussi l'Arménie, sont restés un foyer de conservation de manuscrits grecs antiques, prenant en partie le relais d'Alexandrie. Les lettrés des communautés juives établies en Mésopotamie, ont sans doute continué à pratiquer l'art du calcul astronomique que les anciens Chaldéens avaient poussé si loin.
Avec Bède le Vénérable (IXe siècle), l'Occident commence à reprendre en latin l'étude des sciences (voir science du Moyen Âge) avec les arts libéraux et le calcul du temps (comput).
Pendant ce temps, les Perses, qui se trouvaient au carrefour de la Grèce, de l'Inde, de l'Égypte, et de la Mésopotamie, conservaient peut-être le modèle d'une terre sphérique pour concilier les observations astronomiques, le comput et les connaissances géographiques anciennes.
Avec la conquête de l'Iran par les musulmans, il y eut à partir du Xe siècle, des astronomes arabo-musulmans, le plus souvent Perses, qui traduisaient et adaptaient en arabe les traités des auteurs antiques et qui développèrent leur science d'une façon plus approfondie.
Cette situation perdura jusqu'au XIIe siècle environ, époque d'échanges culturels plus fructueux.

### Bas Moyen Âge: représentation sphérique simplifiée
Les contacts avec les Arabo-musulmans firent prendre conscience aux Occidentaux de leurs retards dans le domaine scientifique. Albert le Grand et Roger Bacon, qui introduisirent au XIIIe siècle la connaissance issue des sciences grecque et arabe dans les universités occidentales, avaient conscience que la Terre était sphérique. On en vint à développer des enseignements philosophiques beaucoup plus élaborés, intégrant la philosophie d'Aristote notamment.
Ptolémée devint la référence en matière géographique et astronomique. Toutefois, la géographie n'était pas véritablement enseignée.
La conscience de la forme sphérique de la Terre s'accompagna d'une représentation simplifiée des terres émergées :
avant les voyages de Christophe Colomb, par exemple, on pensait généralement que les terres émergées n'occupaient que l'hémisphère nord, et se situaient dans un secteur d'environ 180°.
Cette représentation était le résultat des récits des missions de franciscains (Guillaume de Rubrouck…) et de dominicains en Asie (empire mongol surtout, où on cherchait à reprendre contact avec des nestoriens), mais aussi Chine, et surtout du voyage de retour par mer de Marco Polo, qui prouvait que l'on pouvait contourner l'Asie par le sud. Le sud de l'Afrique était largement ignoré.
On prit conscience que la mer Caspienne ne s'étendait pas jusqu'au nord du globe terrestre.

### Renaissance desXVeetXVIesiècles: un nouveau monde
À partir du XIVe siècle, on sentait bien qu'il était possible théoriquement de faire le tour de la Terre.
Le Livre des merveilles du monde, écrit entre 1355 et 1357 par l'explorateur Jean de Mandeville après un voyage de 34 ans en Extrême-Orient, laissait entendre la possibilité d'une circumnavigation. Même si Jean de Mandeville se présentait comme un chevalier anglais, et au-delà de ses « impostures », la rédaction de son ouvrage en trois versions et en 250 exemplaires, puis sa diffusion dans un ensemble de langues vernaculaires, répandit dans la société moins cultivée d'Occident ces possibilités de circumnavigation, et ne furent pas sans influencer un certain Christophe Colomb, pendant sa jeunesse.
D'autres références à cette époque furent Marin de Tyr, Toscanelli, l’Imago mundi du cardinal Pierre d'Ailly. Toutefois, on ne connaissait pas avec exactitude la valeur du rayon terrestre (Ptolémée et Ératosthène divergeaient sur ce point) et, bien sûr, on n'imaginait pas l'existence de continents autres que l'Europe, l'Afrique et l'Asie. Christophe Colomb avait un exemplaire de l’Imago mundi.
En 1491, Martin Behaim élabora le premier globe terrestre.
Les voyages de Vasco de Gama (contournement de l'Afrique), de Christophe Colomb (Amérique centrale), de Magellan (tour du monde), de Jacques Cartier (Canada) apportèrent un changement important de représentation :
- un nouveau continent, l'Amérique. On sait que Christophe Colomb n'avait probablement pas conscience d'avoir découvert un nouveau continent (Leif Ericson l'avait atteint vers l'an mil), mais rapidement, on comprit qu'il s'agissait de nouvelles terres, que le Gymnase vosgien appela, à Saint-Dié, Amérique, en l'honneur du navigateur Amerigo Vespucci (1507) (c'est ainsi que la ville de Saint-Dié est marraine de l'Amérique, et accueille régulièrement des congrès internationaux de géographie) ;
- on commence à entrevoir l'Océanie par les premiers tours du monde ;
- des précisions sur les contours des terres émergées, issues des relevés cartographiques ;
- un renouvellement des méthodes et techniques de cartographie, avec par exemple la projection de Mercator, qui apparut au XVIe siècle.

Ainsi les grands voyageurs des XIVe et XVe siècles, Marco Polo, Vasco de Gama et Christophe Colomb, démontrèrent que le monde était plus vaste qu'on ne le croyait, avec la découverte de ce « nouveau monde ».

### Époque classique: héliocentrisme
En Occident (après les astronomes chinois), la révolution copernicienne montra que la terre n'était pas le centre de l'Univers, au sens des forces de la physique.
Copernic pensa que la Terre décrit une trajectoire circulaire autour du Soleil. L'héliocentrisme était né.
En fonction des observations, on voyait que la trajectoire de la Terre était une ellipse avec une légère excentricité orbitale : la Terre suit un mouvement orbital autour du Soleil. Johannes Kepler décrivit les règles régissant son mouvement.
Galilée décrivit le mouvement uniformément accéléré, et fit avec sa lunette astronomique de nombreuses observations dans le système solaire (Lune, Jupiter, Saturne, taches solaires…).
Après la condamnation de Galilée en 1633 (pour son ouvrage Dialogo sopra i due massimi sistemi del mondo (Dialogue sur les deux grands systèmes du monde), Descartes renonça à publier son Traité du monde et de la lumière, et conçut son système philosophique (Discours de la méthode en 1637, Méditations sur la philosophie première en 1641…).
Isaac Newton découvrit les règles mathématiques qui régissent la force gravitationnelle responsable (dans les grandes lignes) du mouvement des planètes du système solaire (1687).
On pouvait imaginer d'autres planètes accueillant une vie semblable à celle qui existe sur Terre.
Un tel changement de représentation ne fut pas sans créer certaines difficultés dans les relations entre science et foi. Il est certain que l'interprétation trop littérale des passages cosmologiques de l'Ancien Testament (ou de la métaphysique d'Aristote) a entraîné certaines incompréhensions.

## Époque contemporaine: des enjeux à l'échelle du monde
Avec l'avènement des moyens de transport et de communication modernes, la perception relative de la taille du monde se réduit : toute partie du monde est accessible en un temps bref à l'échelle d'une vie humaine.
- Il est possible d'aller en Chine (par exemple) depuis l'Europe par avion en une quinzaine d'heures. Faire le tour du monde se résume en apparence à un problème de logistique.
- D'autre part, le réseau Internet permet de dialoguer avec une personne à l'opposé de la Terre, presque instantanément.

Parallèlement, la taille de l'Univers observable par les moyens astronomiques contemporains (radiotélescopes, télescopes spatiaux) nous paraît infiniment plus grande qu'à l'époque des Lumières : le Soleil est une étoile parmi des milliards dans la Voie lactée. Cependant, on n'a pas de preuve directe qu'il existe un système stellaire aussi évolué que le système solaire avec ses huit planètes. On n'a pas non plus trouvé de planète où il y ait la vie. Même si on a réussi à détecter des planètes en dehors du système solaire (donc qui gravitent autour d'une autre étoile que le Soleil), plus de 1000 en 2014, il est bien difficile de savoir si la vie existe sur ces exoplanètes, et la chance que l'humanité y accède un jour semble actuellement nulle (voyages de centaines à des milliers d'années, énergie colossale mise en jeu à développer, ...).
D'autre part, la population mondiale est de plus de 8 milliards d'individus, au lieu de 700 millions environ à l'époque des Lumières.
Il existe donc de sérieux enjeux d'accès aux ressources naturelles (pétrole, énergie, matières premières, eau), et de répartition des richesses sur la Terre, avec les problèmes sociaux que cela pose, et les enjeux géopolitiques que cela représente.
Les États-Unis ont pris conscience à la fin des années 1980 que leur suprématie sur le monde était menacée par la montée en puissance de la Chine. Le livre La terre est plate : Une brève histoire du XXIe siècle de Thomas L. Friedman fit prendre conscience au peuple américain de la nécessité de se mobiliser autour d'un projet fédérateur. Ce type d'ouvrage illustre la puissance symbolique des représentations du monde sur les phénomènes sociaux.

## Représentations culturelles du Monde
L'anthropologie a formé des classifications historiques, géographiques et culturelles des différentes représentations du Monde.

## Citation
« Aujourd'hui nous recevons trois éducations différentes ou contraires : celles de nos pères, celles de nos maîtres, celle du monde. Ce qu'on nous dit dans la dernière renverse toutes les idées des premières ». Montesquieu